# Serley
Serley – miejscowość i gmina we Francji, w regionie Burgundia-Franche-Comté, w departamencie Saona i Loara.
Według danych na rok 1990 gminę zamieszkiwały 513 osoby, a gęstość zaludnienia wynosiła 23 osoby/km² (wśród 2044 gmin Burgundii Serley plasuje się na 449. miejscu pod względem liczby ludności, natomiast pod względem powierzchni na miejscu 364.).